# Sergio Fajardo
Sergio Fajardo Valderrama (Medellín, 19 de junio de 1956) es un docente, académico, matemático y político colombiano. Exalcalde de Medellín y exgobernador de Antioquia.
Es matemático de la Universidad de los Andes, magíster y doctor en matemáticas de la Universidad de Wisconsin, magíster de la Universidad de los Andes y doctor Honoris Causa de la Universidad Internacional Menéndez Pelayo, España (2009) y la Universidad Nacional de Córdoba, Argentina (2015).
Durante su trayectoria profesional, ha ocupado varios cargos en instituciones científicas, fue Miembro de la Comisión Nacional de Ciencias Básicas y la Comisión Nacional de Maestrías y Doctorados. Enseñó lógica matemática en la Universidad de los Andes y la Universidad Nacional de Colombia, fue director de investigación en la Universidad de los Andes y la Universidad Nacional de Colombia. Ha sido profesor visitante de instituciones como la Universidad de Berkeley, la Universidad de Wisconsin, la Universidad de Colorado, la Universidad Católica de Chile, la Universidad de Oslo y la Universidad Central de Venezuela, también trabajó en medios de comunicación, entre ellos, Caracol Radio, Telemedellín, Teleantioquia y El Colombiano, del cual fue subdirector. Adicionalmente fue columnista de El Mundo, El Espectador y Dinero.[cita requerida]
En 1999 fundó el partido Compromiso Ciudadano, movimiento mediante el cual buscaba llegar a la Alcaldía de Medellín, tal como sucedió en 2003, cuando fue elegido como alcalde de la ciudad. En sus cuatro años como mandatario dirigió una gran transformación de la ciudad, labor por la que obtuvo diferentes reconocimientos nacionales e internacionales.
Fue Gobernador de Antioquia (2012-2016). Su plan de desarrollo “Antioquia la Más Educada” (2012-2016), fue premiado el mejor del país, y gracias a su ejecución, obtuvo el reconocimiento de mejor Gobernador otorgado por la Fundación Colombia Líder. Ha sido Galardonado con varios premios como Excelencia y Liderazgo en Gestión Urbana y Desarrollo de la Universidad de Róterdam, Países Bajos (2014). Hasta mediados del 2017, fue profesor distinguido de la Escuela de Gobierno y Transformación Pública del Tecnológico de Monterrey (México), ha sido profesor de la Escuela de Formación Política de Compromiso Ciudadano.
Fue fórmula vicepresidencial de Antanas Mockus en las elecciones presidenciales de 2010. Candidato presidencial en las elecciones presidenciales del año 2018 donde resultó en tercer lugar. Nuevamente candidato presidencial en 2022 en la Coalición Centro Esperanza donde resultó en cuarto lugar. En 2025 anunció que aspirará por tercera vez a la presidencia en las elecciones de 2026.

## Primeros años
Es hijo de Raúl Fajardo Moreno, reconocido arquitecto antioqueño quién diseñó el edificio Coltejer y María Elena Valderrama. Sus hijos son Mariana y Alejandro Fajardo Arboleda. 
Comenzó su vida profesional como profesor de la Universidad de los Andes donde llegó a ser director de investigación y director del Departamento de Matemáticas[cita requerida], así como profesor en la Universidad Nacional[cita requerida]. También trabajó en medios como Subdirector de El Colombiano y columnista de El Mundo, El Espectador y la Revista Dinero; trabajó en los programas de televisión; Operación Ciudad de Telemedellín y Zanahoria de Teleantioquia y perteneció al equipo de Viva FM en Caracol Estéreo de Caracol Radio, como parte del equipo periodístico del programa 6AM Hoy por Hoy[cita requerida]. 
En 1994, hizo parte de la Comisión Facilitadora de Paz de Antioquia durante la gobernación de Álvaro Uribe.

## Alcalde de Medellín 2004

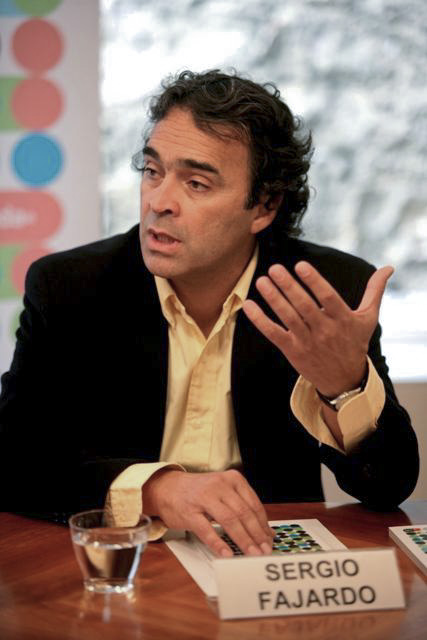
Sergio Fajardo como Alcalde de Medellín.

Fue elegido alcalde de Medellín para el periodo 2004-2007; cargo al que había aspirado sin éxito anteriormente. 
Obtuvo la victoria el 26 de octubre de 2003 avalado por el Partido Liberal Colombiano, obteniendo la votación más alta registrada en la historia para la Alcaldía de Medellín, 208.541 votos, frente a 100.931 votos de su principal contendiente Sergio Naranjo Pérez del Partido Conservador Colombiano, gobernó desde el 1 de enero del 2004 hasta el 31 de diciembre de 2007, y su sucesor fue Alonso Salazar, que había pertenecido al gabinete de Fajardo. Terminó su gobierno en el 2007, con un índice de popularidad del 80%.
En su programa de gobierno, "Medellín la más Educada", se promovió la construcción de parques biblioteca en los diferentes barrios de la ciudad. Durante su gobierno se construyó e inauguró con presencia de los reyes de España Juan Carlos I y Sofía de Grecia, la Biblioteca España, financiada con recursos internacionales (Corona Española), la cual tuvo que ser cerrada por problemas estructurales, hasta la fecha (enero de 2021). El detrimento fiscal fue calculado en 2.700 millones de pesos. Fajardo responsabilizó de lo sucedido a la constructora y el interventor de la obra según lo demostraron unos estudios realizados por la alcaldía de Federico Gutiérrez en 2017.
Según los cables de Wikileaks de 2009, Fajardo en alguna reunión comentó a la embajada de EE. UU. en Colombia sobre rumores de sí que él había llegado a acuerdos con grupos paramilitares como el de Diego Fernando Murillo (alias Don Berna) para poder gobernar la ciudad, pero Fajardo negó dichas acusaciones y aclaró que este hizo parte de un proceso de desmovilización del gobierno Uribe y él nunca tuvo relación con él. Al mismo tiempo le expresó a la embajada estadounidense que mantenía relaciones amables con el expresidente Álvaro Uribe como con todos los políticos del país, pero que era demasiado independiente y no coincidía con los puntos de vista de Uribe para hacer alianzas con él. Se veía como un candidato post-ideológico y post-partidista sin necesidad de unirse a un frente anti-uribista.
En su período como alcalde se emitió el programa semanal "Con el Alcalde", en el canal local de televisión Telemedellín, en el cual "desde un lugar distinto de la ciudad para abordar diversos temas e interactuar con las personas", con el propósito de tener mayor cercanía con el ciudadano del común. Iniciando así un programa televisivo con el alcalde como protagonista y que otros mandatarios locales continuaron, aunque con diferente nombre, pero bajo la misma premisa de cercanía con los ciudadanos y promoción de las actividades de la alcaldía en la ciudad.
Durante su alcaldía fue criticado porque no realizar ningún tipo de programa para ubicar o reconocer la existencia de personas desparecidas durante la operación Orión, que tuvo lugar en el año 2002, que estuvo al mando de la entonces ministra de Defensa Marta Lucía Ramírez. Grupos de Derechos Humanos han acusado dicha operación de haberse realizado en conjunto con el grupo paramilitar Cacique Nutibara en la cual varios civiles fueron asesinados y desaparecidos, supuestamente en el vertedero de escombros ubicado en la Comuna 13 denominado "La Escombrera" uno de dos sitios habilitados en Medellín para recibir escombros de construcción, como lo denunció el ex procurador Alejandro Ordóñez. Todos los años la comunidad de la Comuna 13 conmemora los hechos de aquella operación en búsqueda de verdad y reparación.

## Fórmula vicepresidencial 2010

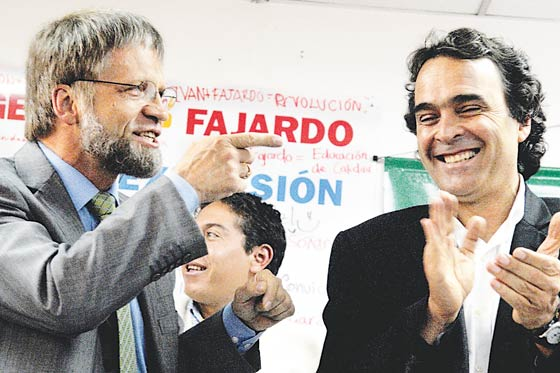
Antanas Mockus y Sergio Fajardo.

Aspiró a la Presidencia de la República en las elecciones presidenciales del año 2010. Los medios lo ubicaron como candidato de centro. Acuñó para sí mismo el término cívico-independiente.
A partir de junio de 2009, inició la recolección de firmas para presentar su candidatura presidencial mediante el aval popular de la inscripción del movimiento "Compromiso Ciudadano por Colombia". Ya en noviembre del mismo año confirmaba haber recogido al menos 700 mil firmas, con las cuales podía presentar su candidatura presidencial.
Tras las elecciones legislativas de Colombia de 2010, el movimiento político Compromiso Ciudadano no logró que sus listas al congreso pasaran el umbral para convertirse en partido político. Posteriormente, Fajardo aceptó la invitación del candidato presidencial Antanas Mockus a acompañarlo como fórmula vicepresidencial. Ambos lideraron la denominada Ola Verde, pasando a la segunda vuelta en las elecciones.

## Gobernador de Antioquia 2011
Fajardo se postuló a las elecciones regionales, para suceder al saliente gobernador Luis Alfredo Ramos en Antioquia. Suscribió una alianza con el candidato del Partido Liberal a la alcaldía de Medellín Aníbal Gaviria, quienes hicieron campaña conjunta para llegar a los cargos públicos a los cuales aspiraban. El 30 de octubre de 2011 fue elegido gobernador de Antioquia con 925.956 votos correspondientes al 49.51% de la votación general.
Como gobernador, Sergio Fajardo adelantó un plan de desarrollo bajo el lema Antioquia la más Educada, bajo el cual replicó el programa de parques biblioteca que desarrolló en su época de alcalde a todo el departamento, que buscó promover la reconciliación y una cultura de la legalidad. Durante su administración, Antioquia tuvo el mejor desempeño de todos los departamentos del país en Gobierno Abierto, transparencia y en inversión de regalías. En 2015, Sergio Fajardo fue elegido como Mejor Gobernador por la Fundación Colombia Líder.

## Candidatura Presidencial 2018

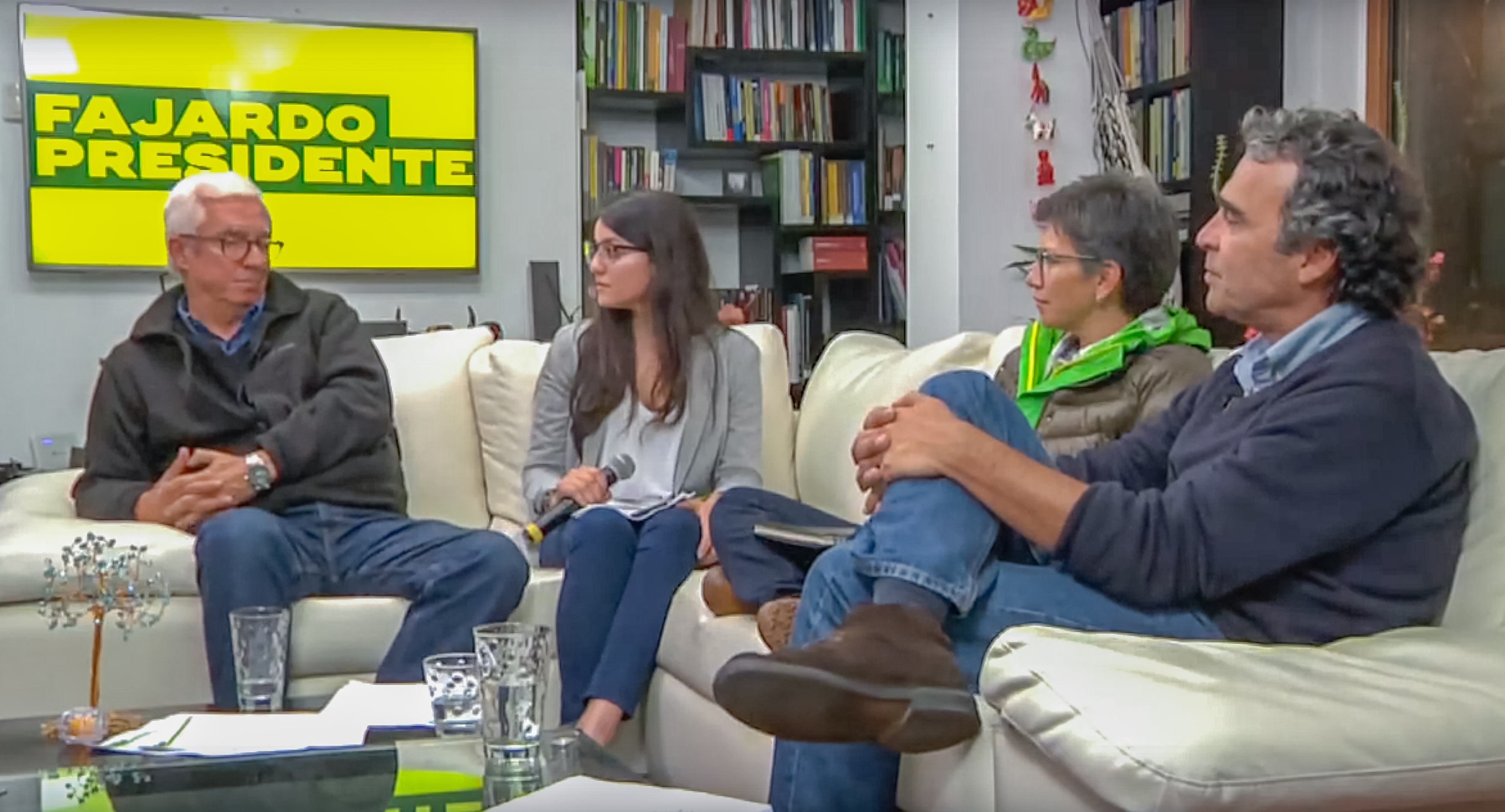
Jorge Robledo, Claudia López, con Sergio Fajardo en la campaña de 2018

El 7 de julio de 2017, Sergio Fajardo inició la etapa de recolección de firmas para así poder inscribirse como candidato presidencial por el movimiento Compromiso Ciudadano. Cinco meses después, entregó casi un millón de firmas a la Registraduría Nacional de Colombia. En el mismo mes de diciembre de 2017, la Coalición Colombia, conformada por el Partido Alianza Verde, el Polo Democrático y el movimiento Compromiso Ciudadano lo proclamó candidato único a la presidencia y presentó sus bases programáticas y sus listas para las elecciones legislativas. El 7 de marzo de 2018, Sergio Fajardo acompañado por líderes de la Coalición Colombia inscribió formalmente su candidatura.
El 28 de febrero de 2018, Fajardo anunció que la senadora Claudia López sería su fórmula vicepresidencial, siendo así la primera vez que en Colombia se designaba para este rol a una mujer que hace parte de la comunidad LGBTI. 
En la primera vuelta de las elecciones presidenciales, Sergio Fajardo estuvo a menos de 260 mil votos (obteniendo 4.602.153 votos) de superar a Gustavo Petro quien posteriormente disputó la segunda vuelta con Iván Duque (Centro Democrático). Luego de estas elecciones presidenciales (2018), declaró categóricamente que no se volvería a presentar como candidato a la presidencia de la república.
Pretende representar una "tercera vía" inspirada en el ex primer ministro británico Tony Blair para superar la tradicional división izquierda-derecha. Algunos de sus críticos la acusan de querer perpetuar el sistema neoliberal colombiano bajo la apariencia de "moderación" y "pragmatismo".

## Candidatura Presidencial 2022
Para las elecciones presidenciales de 2022 Frajardo participó en la llamada coalición Centro Esperanza donde obtuvo la nominación como candidato presidencial tras realizarse una consulta interna. Resultó en el cuarto lugar en la primera vuelta de las elecciones. Para segunda vuelta intentó apoyar al candidato Rodolfo Hernández Suárez pero este rechazó los condicionamientos de Fajardo y sus aliados. Fajardo anunció su voto en blanco al igual que lo hiciera en 2018.

## Controversias

### Hidroituango
En 2019 fue llamado a juicio fiscal por los hechos relacionados con Hidroituango durante su gestión como gobernador, donde ha sostenido que está más que dispuesto a dar todas las explicaciones del caso, pero que no tiene responsabilidad en el incidente ocurrido en 2018.
Sergio Fajardo fue imputado el 3 de diciembre de 2020, con 19 personas más, en una investigación de la Contraloría General de la República por el presunto detrimento de 4.7 billones de pesos en el proyecto Hidroituango, cuando él era gobernador de Antioquia. En ese entonces, Fajardo tenía representación en la junta de la sociedad Hidroituango que supervisaba la construcción, mantenimiento y operación de la obra que era realizada por Empresas Públicas de Medellín EPM. La imputación se da relacionada con el control y seguimiento que él ejerció como jefe de las personas delegadas de su gabinete en dicha junta, no por sospechas de corrupción. Sostuvo que responderá como siempre lo ha hecho y reiteró que ni él, ni su equipo tomaron decisiones técnicas de construcción, que eran responsabilidad de EPM.

#### Fin del proceso por responsabilidad fiscal
El 31 de enero de 2022, las aseguradoras AXA y SBS Seguros pagaron los amparos que cubrían las afectaciones que pudiera sufrir el proyecto Hidroituango, razón por la cual, la Contraloría dispuso el archivo del proceso de responsabilidad fiscal contra todos los implicados en el caso Hidroituango, levantando las medidas cautelares decretadas, razón por la cual Fajardo quedó sin ninguna inhabilidad, pues dejó de ser considerado responsable fiscal, ya que las aseguradoras pagaron por los daños que se habrían causado a las finanzas públicas.

## Cargos
Se ha desempeñado como:
- Director del Centro de Ciencia y Tecnología de Antioquia.
- Miembro del Consejo Nacional de Ciencias Básicas.
- Miembro de la Comisión Nacional de Maestros y Doctorados.
- Miembro de la Junta Directiva de la Fundación de Apoyo a la Universidad de Antioquia.
- Subdirector de El Colombiano
- Columnista de los diarios El Mundo, El Espectador y de la Revista Dinero.
- Miembro fundador de la Comisión Facilitadora de Paz de Antioquia.
- Gobernador de Antioquia.
- Alcalde de Medellín.

Asimismo trabajó en los programas de televisión Operación Ciudad de Telemedellín y Zanahoria de Teleantioquia y perteneció al equipo de Viva FM de Caracol Radio.

## Reconocimientos
- El 17 de noviembre del 2008, la Federación Panamericana de Asociaciones de Arquitectos en el marco del XXIII Congreso Panamericano de Arquitectos le confirió a Fajardo su Medalla de oro por su programa de urbanismo social en la Alcaldía de Medellín.[40][41]
- El 11 de diciembre del 2008, la Fundación Universitaria del Área Andina le confirió la distinción Gran sol del área andina, en el grado de comendador, por «su enfoque de la educación y su convicción de la transcendencia de esta para la construcción de una nueva Colombia, de lo cual hay múltiples evidencias en la ciudad de Medellín hoy».[42][43]

- El 11 de marzo de 2009, Sergio Fajardo y su modelo de gestión "Medellín, la Más Educada" recibieron el premio City to City Barcelona FAD Award, en reconocimiento a la apuesta de inclusión social que lideró durante su administración como alcalde de Medellín.[44][45][46]
- Ha sido galardonado con varios otros premios de talla internacional. El premio Curry Stone Design por Obras Públicas Transformadoras (2009), el premio Antonio Sancha de la Asociación de Editores de Madrid por su defensa de los valores culturales, el premio de Ciudadanía Global de la Universidad de Tufts, Estados Unidos (2009), y el premio por la Excelencia y Liderazgo en Gestión Urbana y Desarrollo de la Universidad de Róterdam, Países Bajos (2014).
- Recibió el título Doctor Honoris Causa de la Universidad Internacional Menéndez Pelayo[47] y en 2015 de la Universidad Nacional de Córdoba[48]

## Obras publicadas
- Autor de varias publicaciones matemáticas, incluyendo el libro Teoría Modelos de Procesos Estocásticos en compañía de Jerome Keisler, publicado por Association for Symbolic Logic, de Estados Unidos.[49]
- Protagonista y autor del texto Medellín, del Miedo a la Esperanza, donde se explica el modelo de gestión pública que se aplicó en los cuatro años de su gobierno.
- El poder de la decencia (2017).